# Aleksander Piotrowski (redemptorysta)
Aleksander Piotrowski CSsR (ur. 23 stycznia 1882 w Lipnicy Murowanej, zm. 14 września 1940 w Warszawie) – polski duchowny rzymskokatolicki, redemptorysta i poeta. Autor słów Roty polskich katolików.

## Biografia
Urodził się w 1882 roku w Lipnicy Murowanej. W latach 1890–1903 uczęszczał do szkoły powszechnej oraz gimnazjum w Bochni, gdzie uczestniczył w ruchu tajnych kółek filareckich i filomackich. Zorganizował własne kółko młodzieżowe skupiające dwadzieścia osób – uczniów bocheńskiego gimnazjum. Organizacja miała charakter religijno-patriotyczny. W tym okresie próbował też swoich sił jako poeta, pisząc swój pierwszy zbiorek wierszy.
Po ukończeniu gimnazjum, wstąpił do seminarium duchownego w Tarnowie. Jako kleryk brał udział w kongresie maryjnym we Lwowie oraz koronacji obrazu Matki Bożej Tuchowskiej w 1904 roku. 29 czerwca 1907 roku przyjął święcenia kapłańskie. Początkowo pracował jako wikariusz w Przecławiu, gdzie zainicjował powstanie czytelni ludowej oraz tworzył kółka różańcowe. W latach 1910–1912 pracował jako wikariusz w Lubzinie. W 1912 roku uzyskał od biskupa zgodę na wstąpienie do redemptorystów. Rok później złożył swoje pierwsze śluby zakonne. Został skierowany do klasztoru w Maksymówce, gdzie odbył specjalne studium misyjne. Po wybuchu pierwszej wojny światowej przybył wraz z nowicjuszami do Tuchowa. Następnie pracował w różnych klasztorach redemptorystów: Krakowie, Maksymówce i Warszawie. W międzyczasie próbował też życia eremickiego u kamedułów w podkrakowskich Bielanach.
W okresie swego pobytu w Warszawie rozpoczął regularną działalność misyjną, którą kontynuował od 1937 roku w Wilnie. W stolicy rozpoczął publikowanie broszur ascetycznych. Oprócz tego zajmował się propagowaniem kultu świętych polskich. W tym celu założył i redagował periodyk „Cześć Świętych Polskich”. Pod koniec życia, przygnieciony postępującą apopleksją, napisał obszerny życiorys Urszuli Ledóchowskiej oraz pracował nad rękopisem monografii „Święci znad Dunajca”. Oba te manuskrypty spłonęły w czasie powstania warszawskiego.

## Twórczość literacka
O. Aleksander Piotrowski był znany ze swojej działalności literackiej. Publikował od 1923 roku aż do wybuchu drugiej wojny światowej, m.in. w „Przeglądzie Katolickim”, „Głosie Kapłańskim”, „Chorągwi Maryi” i „Homo Dei”. W różnych wydawnictwach katolickich wydał też kilka broszur o charakterze hagiograficznym i dewocyjnym. Jego bibliografia podmiotowa sięga 28 pozycji bibliograficznych.
Najbardziej znanym dziełem w dorobku o. Aleksandra Piotrowskiego były słowa do pieśni „Roty katolików w Polsce”, zaczynająca się od słów „Nie rzucim Chryste świątyń Twych”. Pieśń ta była parafrazą słynnej „Roty” Marii Konopnickiej. Została po raz pierwszy wykonana podczas zjazdu zorganizowanego przez Ligę Katolicką w Gdańsku 23 października 1927 roku. Jej tekst śpiewany jest do melodii Feliksa Nowowiejskiego, podobnie jak „Rota” Marii Konopnickiej.